# Georges Duplessis
Georges Duplessis (1834–1899) – francuski historyk sztuki, napisał "Histoire de la gravure en France" (1861), "Histoire de la gravure" (1879), "Les Audran" (1892) i inne.